# 1286

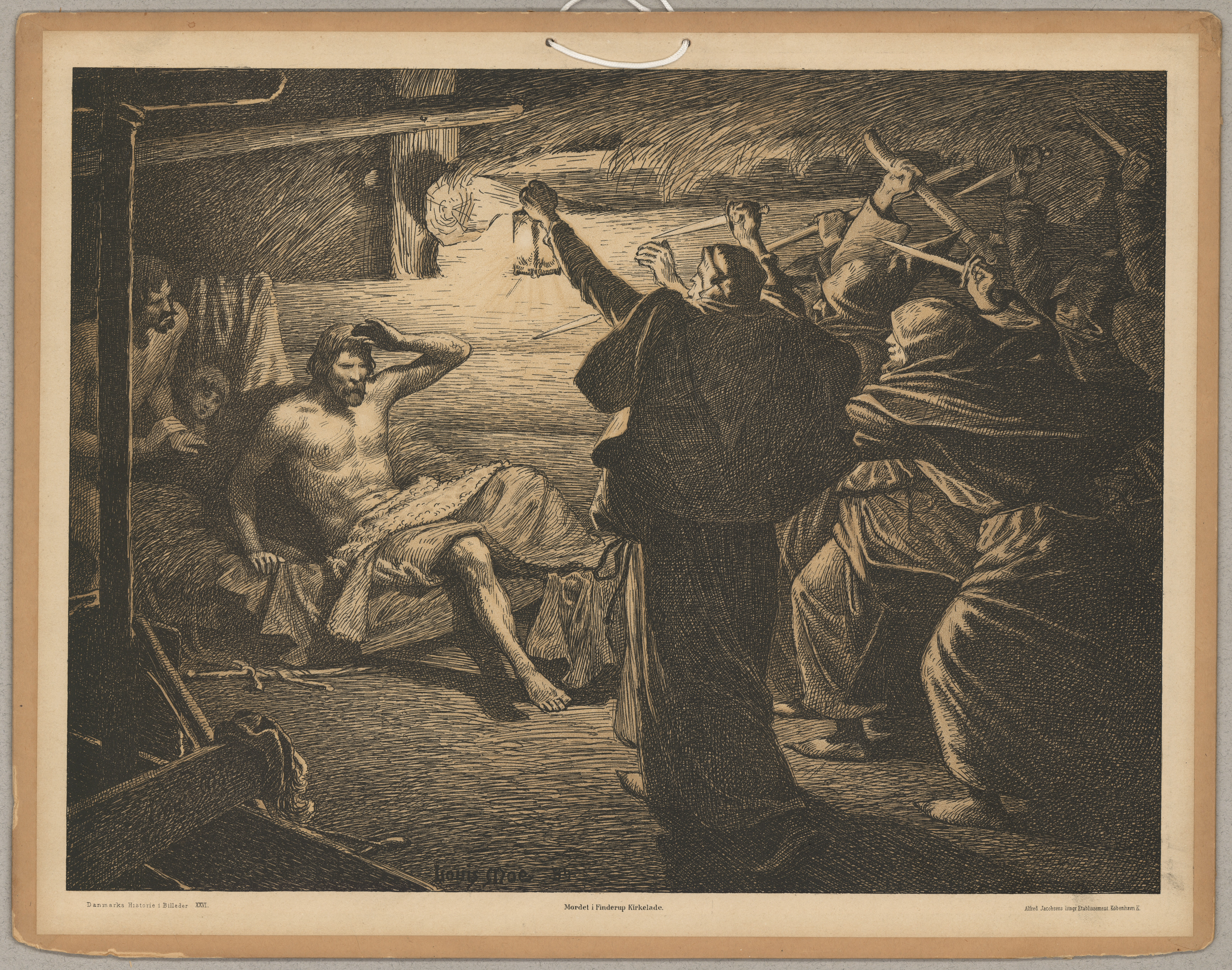
Erik V van Denemarken wordt in zijn slaap vermoord

Het jaar 1286 is het 86e jaar in de 13e eeuw volgens de christelijke jaartelling.

## Gebeurtenissen
- 1 januari - Tijdens een storm verdwijnt het grootste deel van de stad Dunwich in East Anglia in zee.
- 3 juli - Reinoud I van Gelre hertrouwt met Margaretha van Dampierre, de dochter van Gwijde van Dampierre, de graaf van Vlaanderen.
- 20 juli - Graaf Floris V van Holland verklaart, dat Henric en Diederic Borre van Amerongen zijn mannen van leen zijn geworden van den ”Huyse dat si doen timmeren” Dit betreft het kasteel Amerongen.

Zonder datum
- Koningsbergen krijgt stadsrechten.
- Het Augustijnenklooster in Brugge wordt gesticht.

- oudst bekende vermelding: Tielen, Toloysen

## Opvolging
- Bretagne - Jan I opgevolgd door zijn zoon Jan II
- Denemarken - Erik V opgevolgd door zijn zoon Erik VI
- Karinthië - koning Rudolf I opgevolgd door Meinhard II van Gorizia-Tirol
- Löwenberg - Bernard de Behendige opgevolgd door zijn broer Bolko I van Jaur
- Schotland - Alexander III opgevolgd door zijn kleindochter Margaretha

## Afbeeldingen

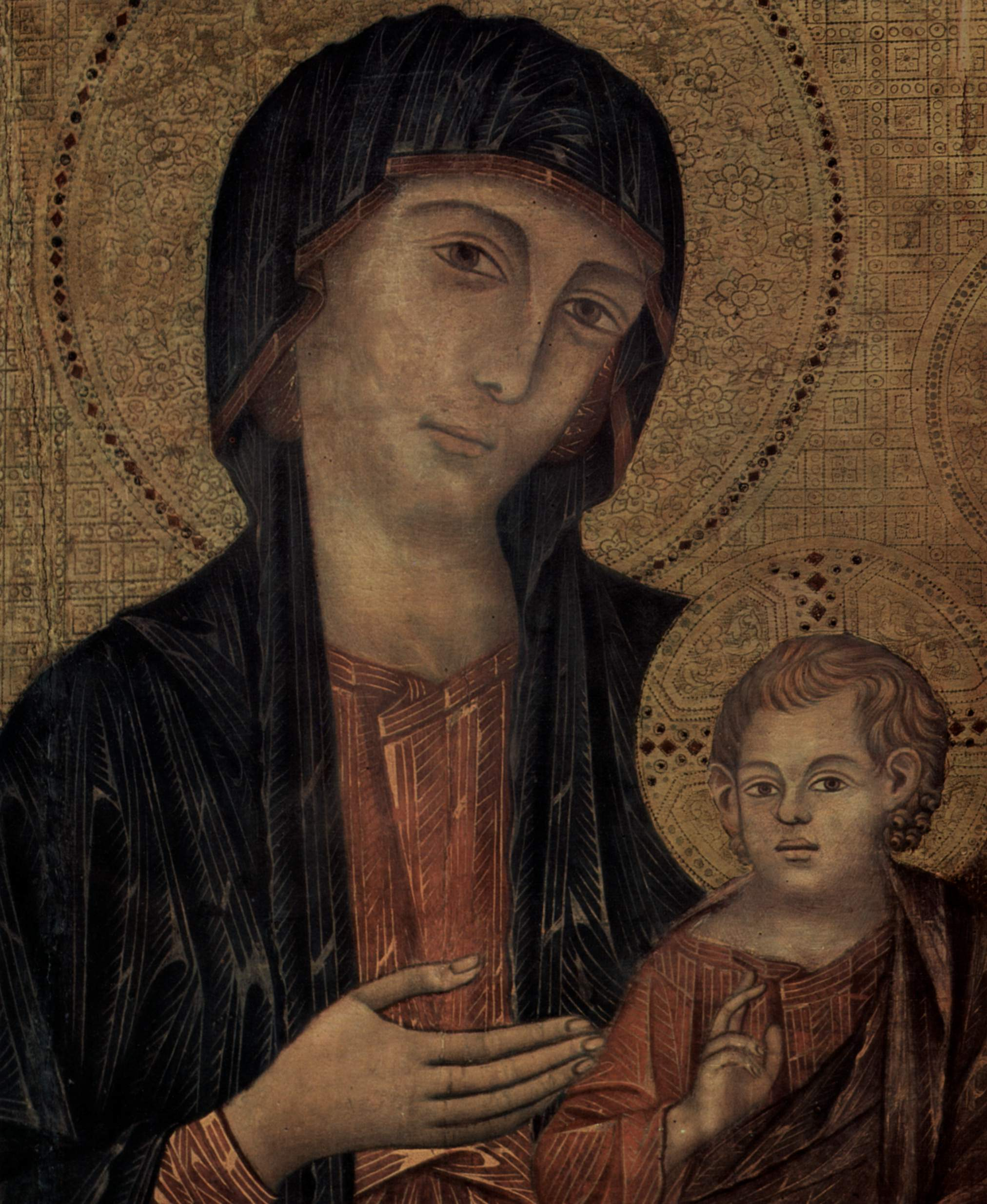
Madonna met Kind, Cimabue, 1285/1286
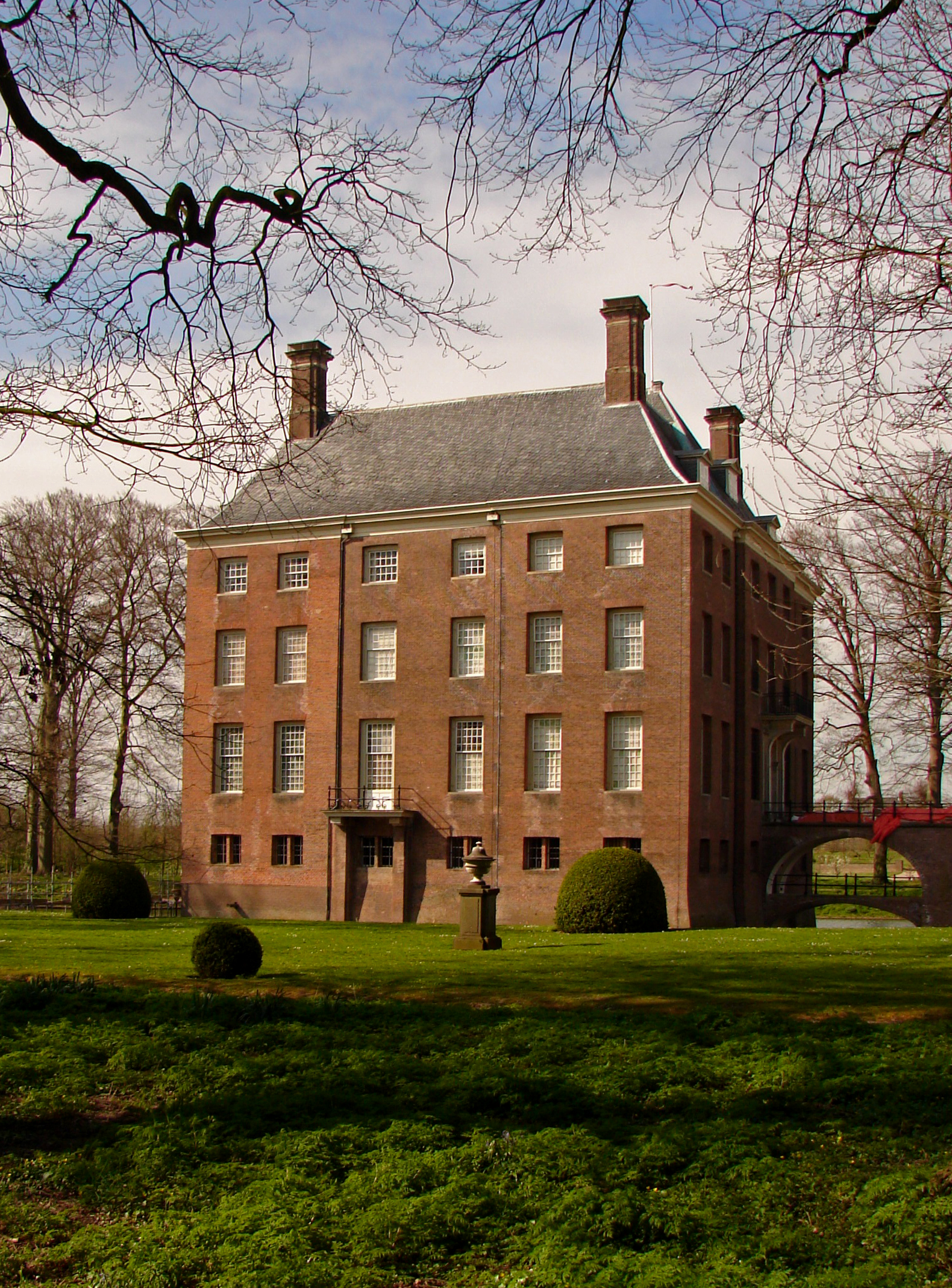
Kasteel Amerongen, bouw begonnen 1286
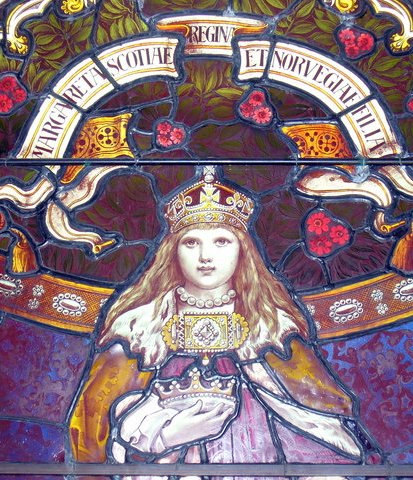
Margaretha wordt op driejarige leeftijd koningin van Schotland; zij zal het land echter nooit betreden

## Geboren
- Odoric van Pordenone, Italiaans ontdekkingsreiziger (jaartal bij benadering)

## Overleden
- 19 maart - Alexander III (44), koning van Schotland (1249-1286)
- 25 april - Bernard de Behendige, Duits edelman
- 26 april - Hendrik II van Finstingen, aartsbisschop van Trier
- 30 juli - Bar-Hebraeus (~60), Syrisch wetenschapper en theoloog
- 8 oktober - Jan I (~69), hertog van Bretagne (1221-1286)
- 1 november - Anchero Pantaléon, Frans kardinaal
- 22 november - Erik V (~37), koning van Denemarken (1259-1286) (vermoord)
- Johannes Fasolus (~63), Italiaans jurist
- Ibn Said al-Maghribi, Andalusisch wetenschapper en schrijver
- Sophia van Denemarken, echtgenote van Waldemar I van Zweden
- Willem van Moerbeke, Vlaams vertaler (jaartal bij benadering)